# Пекљани
Пекљани (мкд. Пекљани) су насеље у Северној Македонији, у источном делу државе. Пекљани су у саставу општине Виница.

## Географија
Пекљани су смештени у источном делу Северне Македоније. Од најближег града, Кочана, насеље је удаљено 25 km источно.
Насеље Пекљани се налази на западним падинама Обозне планине, на приближно 580 метара надморске висине.
Месна клима је континентална.

## Историја
По статистици секретара Бугарске егзархије, 1905. године Пекљани су били национално мешовито село са 275 православних Словена и 225 Турака.

## Становништво
Пекљани су према последњем попису из 2002. године имали 432 становника.
Претежно становништво у насељу су етнички Македонци (100%).
Већинска вероисповест месног становништва је православље.